# Uskoška povest
Uskoška povest je oznaka tistih zgodovinskih povesti, v katerih pomembno vlogo igrajo Uskoki, etnija, poznana tudi pod imenom Vlahi, Morlaki ali hajduki.

## Uskoki
Vlah je sprva pomenilo romanskega prebivalca ali latinca. Na Balkanu so Slovani tako nazivali romanizirane nomadske in živinorejske staroselce, ki so imeli v srbski državi celo lastno »vlaško pravo«. Sčasoma se je ime uveljavilo za srbsko pravoslavno prebivalstvo, ki se je pred Turki selilo proti zahodu, za kmečko prebivalstvo sploh in celo za vsakršne priseljence. Uskoki je ožje poimenovanje, v 16. stoletju le za srbske ali hrvaške prebežnike v Senju in Žumberku, tj. v Vojni krajini (od tod še eno ime zanje – krajišniki). Po 1645 so se razmere na turškem ozemlju poslabšale in na beneško stran in v beneško vojaško službo je prešlo na desettisoče Vlahov. Benečani so jim rekli Morlaki (Morlacci). Ime izvira iz bizantinskega etnonimika Črni Vlahi (Maurovlahos), za živinorejske staroselce na Balkanu, prepoznavne po črnih oblačilih, doživelo pa je podobne pomenske obremenitve kot ime Vlahi: neciviliziranost (kmečkost), slovansko poreklo, nezanesljivost. Hajduki je ime za balkanske cestne roparje, vendar je njihova roparska dejavnost večkrat interpretirana v smislu narodnoosvobodilnega boja in so tedaj sinonimni Vlahom in Uskokom.

## Slovenska zgodovinska povest in Uskoki
Najpogostejša tuja etnija v njej so Uskoki. Tu imajo dvojno vlogo: najprej je bila do Uskokov zlobno kritična, ob prelomu stoletja pa so jih že interpretirali tudi pozitivno v smislu borbe za jugoslovansko samostojnost. Dobra uskoška lastnost naj bi bila občutek za svobodo in prvinski demokratizem, to je prijaznost do nižjih slojev. So nosilci predvsem nacionalne, pa tudi socialne ideje, južnim Slovanom so postavljeni za zgled njihove samostojnosti, poudarjen je tudi občutek za pravičnost, demokratičnost in svobodo. Prvič so se v vlogi razbojnikov pojavili že pri Jurčiču v povesti Domen (1864), vendar le kot stranski motiv. Kasneje še pri Tavčarju v »zgodovinski noveli« Janez Solnce (1885–1886), kjer so tudi predstavljeni v sumljivi vlogi roparske tolpe, ki bi jo lahko primerjali s slovenskimi rokovnjači. Korpus uskoške zgodovinske povesti je preveč skromen, da bi lahko govorili o žanru.  

## Dela
- Miroslav Malovrh: Strahovalci dveh kron (1907)
- Lea Fatur: Za Adrijo (1909)
- Silvester M.: Na potih usode (1930)
- Ivan Lah: Sigmovo maščevanje (1931)
- Jože Dular: Udari na gudalo, Jandre (1967)
- Vlado Firm: Uskoška nevesta (1976)
- Anton Ingolič: Gorele so grmade (1975)
- Slavko Dokl: Uskoška princesa (1. del 1988, 2. del 2005, 3. del 2008, 4. del 2010)

- Ljubezenski pustolovski roman Strahovalci dveh kron se dogaja od poletja 1569 do jeseni 1571. Dogajalni prostor: Liburnija, Opatija, Trst, Furlanija, Benetke, otok Antikytira, Ciper, Jadran, Kvarner. Z dvema kronama sta bila mišljena turški imperij in Beneška republika, položaj med njima pa zasedajo uskoški pirati iz habsburškega Senja, ki so nekakšen model za politično preživetje Slovencev, razpetih med dvoje ali več pohlepnih oblastnikov. Glavna oseba, revni kranjski plemič Andrej Kržan na svojih poteh za izvoljenko preizkusi vse mogoče oblastnike med Benetkami in Ciprom, vendar mu nobeden ne ugaja in na koncu se leta 1617 ustali z ženo Asunto Dall Ferro iz Benetk.

- Za Adrijo nosi podnaslov povest iz uskoško-benečanskih bojev. Dogajalni čas: 1608–1618, dogajalni prostor: Senj, Benetke. Bralec naj bi se identificiral s srbskimi Uskoki v Senju, ki žive v precepu med turško in benečansko silo in nehvaležnim gospodarjem, nemškim cesarjem, ki jim kot neregularni vojski ne daje redne plače, ropati pa jim tudi ne pusti. Cesarska vojaška oblast v Senju je v rokah Kranjcev, vendar nima veliko moči. Dva mešana beneško-uskoška ljubezenska para bi lahko pomirila nasprotja, pa ju politična nasprotstva razderejo. Nazadnje se sprva gizdava, potem pa v ljubezni razočarana Zora, sestra uskoškega kneza Juriše Senjanina (ki je izpričana zgodovinska osebnost!), namesto z ljubljenim beneškim plemičem Ivanom Foscarijem poroči z grdim in roparskim Uskokom Milanšičem, ki ga sprva ni marala. Perspektive ne vidi več ne v povezavi z Benečani, s katerimi so bili zavezniki pred padcem Cipra konec 16. stoletja, ne z nemškim cesarjem, ampak v samostojnosti: "Bodi naš varih, Frankopan. Brani naše pravice pred Nemcem in Benečanom." Kranjski plemiči, tj. Slovenci, nastopijo dvakrat v stranskih scenah, vendar obakrat na uskoški strani!

- Delo Na potih usode je napisal Silvester M., vendar pa je vprašanje, kdo je ta avtor. Ne ve se, ali je Silvester ime ali priimek avtorja. Dogajalni čas: približno 1580–1587, dogajalni prostor: Gorjanci, Karlovec, Kostanjevica, Kočevje, Novo mesto, Orehovec, Šrajbarski Turn, Ozalj, Delšinovce. Uskoškemu hetmanu Peru Delsimonoviću in njegovi ženi Ljubici, ki z otrokoma živita v trdnjavi na Ječmenicah, vedežuje starka iz bližnje Poganske jame in njemu napove skorajšnjo smrt. Povprašata jo po njeni življenjski zgodbi in ko pove, da je še vedno poganka, jo spodita in Uskokom naročita, naj jo zaprejo v jamo. Hetmana umori sluga madžarskega fevdalca Tahyja v Karlovcu in šele ob pomoči stare vedeževalke in njenega edinega zaveznika guslarja izvedo za krivca in se mu kruto maščujejo. Čez mejo vdrejo Turki, starka pa ponudi ljudem zatočišče v svoji skrivni jami. Izbere može, s katerimi napadejo turški tabor in se vrnejo z bogatim plenom, ki ga starka pravično razdeli med vse. Z Ljubico, njenima otrokoma Maro in Perom ter guslarjem se odpravijo v Kostanjevico, kjer se Ljubica odloči ostati pri mestnem kapetanu. Sin se šola za vojaka pri Lenkoviču, hčerka pa se poroči z vitezom Otmarjem in se preseli v Ljubljano. Starko obsodijo za čarovnico. Iz kostanjeviškega samostana jo rešijo Uskoki, ki opata vržejo v goreči hlev, samostan pa izropajo. Novi opat ponovno pošlje ponjo biriče, vendar jih z guslarjem premagata, zato odnehajo. Ko Turki napadejo Kostanjevico, starka spet vodi Uskoke v boj in skupaj z mladim Perom Delsimonovićem preženejo Turke in rešijo ujete meščane, med njimi tudi Ljubico. Pero postane kapetan uskoških čet, njegova mati se preseli k hčeri v Ljubljano. Starko najdejo mrtvo in jo pokopljejo skupaj z glavo njenega Hasana, kmalu za njo pa umre tudi guslar.

- Sigmovo maščevanje: dogajalni čas: 1665–1672, dogajalni prostor: banska Hrvaška in Vojna krajina, Povirje na Dolenjskem, Ljubljana, Slovaška. Povest se dogaja po Vojni krajini od Ozalja do Čakovca in govori o zrinjsko-frankopanski zaroti. Glavna oseba je sin kranjskega protestantskega plemiča Sigma Virski, ki ga oče pošlje v službo k zarotniškemu hrvaškemu banu Zrinjskemu. Pripovedovalec je kritičen do cesarju zvestega kranjskega plemstva, zlasti do Turjačanov, ki jim ni mar hrvaških žrtev v boju s Turki in plemenite ideje južnoslovanskega zedinjenja. Prizadeva si popraviti splošno negativno sliko o Uskokih med Slovenci s tem, da razkriva njihovo brezdomsko tragiko. V povesti se Vlahi, "služabniki dveh gospodarjev, o katerih ne veš, kdo jim ukazuje", spet odločajo med nemškim cesarjem in hrvaškim banom. Pripovedovalčeva simpatija je na strani onih, ki v imenu južnoslovanske enotnosti želijo Uskoke videti pod banovim vodstvom. Drugačna je bila politična vizija martolozov, begunskih pravoslavnih Srbov, živečih v okviru turške države. Formalno so bili turška vojaška formacija, vendar so pogosto prehajali na beneško ali avstrijsko stran. Zaroto cesarska vojska zatre, Sigma, pribočnik hrvaškega bana, pa se poroči z uskoško knežno Mare Baljšićevo, maščevalno zažge zaplenjeno mu kranjsko domovanje in gre med hajduške Vlahe v Bosno.

- Udari na gudalo, Jandre: dogajalni čas: od jeseni 1705 do zime 1707/08, dogajalni prostor: Metlika z okolico, Senj. Delo je roman o zgodovini Novega mesta in Metlike 1705. Uskokom sicer odreka romantični sloves plemenitih razbojnikov, ki jemljejo krivičnim in dajejo revnim, vendar zgodba kljub temu ne skriva simpatije do njih. So nosilci socialne, ne pa nacionalne ideje. Glavni junak Mike Vihra, ki mu je grof zlorabil nevesto, mora v hajduštvo, ker se je zameril oblasti. Najprej je po sili vojak v Senju, potem pa skupaj s hajduki požiga bogatašem, tako kot tudi cesarska vojska ropa in požiga po okolici. Žena Barica se mu pridruži in načrtujeta odhod proti jugu.

- Uskoška nevesta: dogajalni čas: 1515 (konec predvidoma 1516), dogajalni prostor: Dolenjska in Vojna krajina, Carigrad, Ljubljana, Dravsko polje. Uskoki so na začetku prikazani še z nezaupanjem, ker pomagajo plemstvu zatreti kmečki upor, potem pa z vedno večjo simpatijo, ki napake pretvarja v vrline. Največji junak je domačin Jure, ki se pridruži Uskokom, domači praporščak Vid v službi kranjskega plemstva pa se odtuji in izgubi iz pripovedi. Naslov upravičuje uskoška ugrabitev slovenske neveste in poroka z njo. Uskoki so edina "domača" gospoda, ki pa se obnaša po kmečko. Čeprav idejno ni preveč jasna, bi se dalo reči, da je povest Uskokom v glavnem prijazna.

- Gorele so grmade: dogajalni čas: od novega leta 1649 do Silvestrovega 1679, dogajalni prostor: Maribor, Črnomelj, Novo mesto, Pohorje, Ptuj, Dravsko polje. V tem romanu se podoba Uskokov ni dosti spremenila. Pisatelj skozi usta meščanov spregovori o njihovem slabem glasu. Meščani jih gledajo, "kakor da so tatovi in razbojniki, ne pa cesarjevi vojaki". Obenem pa ne more mimo političnega dejstva, da je njihova divja svoboda alternativa turški sužnosti na eni strani in odvisnosti od nemškega cesarja na drugi strani. Roman ob zgledu uskoškega stotnika Jurija, ki je postal oskrbnik graščine v okolici Frama na Štajerskem, pripoveduje o postopni asimilaciji Uskokov, ker jim je postalo očitno, da vrnitve v Bosno ne bo. Uskoki se poročajo z domačinkami in sprejemajo katoliško vero, taja se nezaupanje domačinov do njih in socialna zavist zaradi uskoških privilegijev.

- Uskoška princesa: 1. del ima podnaslov zgodovinska povest, ostali deli ga nimajo. Dogajalni čas: 1630–približno 1670, prvi del se konča okrog 1658, dogajalni prostor: Žumberak, gradovi v dolini Krke, Benetke, otok Silba. Rdeča nit 1. dela je ljubezenska zgodba med uskoškim poglavarjem Pierrom in grajsko gospodično Ano Marijo. Potem ko ji Pierre pomaga uresničiti načrt, s katerim se maščuje za vse hudo, kar je doživela v otroštvu, zbežita v Benetke. Ana rodi sina Adama, a kmalu zboli in umre, njena zadnja želja pa je, da bi Adam odraščal na domačih tleh. Med plovbo proti domu Pierre in Adam doživita brodolom, reši ju ladja s Silbe. Na tem otoku Pierre spozna bodočo ženo, kapetanovo hčer Matulino, in otočane reši obleganja Turkov. Vrne se na Žumberak in Adama pusti Aninemu bratu Wolfu z gradu Prežek, sam pa se vrne na Silbo in si ustvari družino z Matulino. Postane luški kapetan in kasneje tudi kralj otoka. Adama posvojita Anin brat Frančišek in njegova ženo Ernestina, s katero ne moreta imeti otrok. Pri štirinajstih se Adam odloči za vojaški poklic in odide na šolanje k sorodnikom v Gradec.

Vseh osem del ima optimističen konec. Kadar se za protagoniste konča slabo, se vsaj maščujejo (Sigmovo maščevanje, Udari na gudalo, Jandre). V povesti Za Adrijo se za Zoro dogodki ne iztečejo po njenih željah, vendar pa ima pisateljica tudi zanjo spodbuden nasvet, ki se izkaže za glavno politično idejo.